# Джош Ачімпонг
Джошуа Коффі Ачімпонг (англ. Joshua Kofi Acheampong, нар. 5 травня 2006) — англійський професійний футболіст, який грає на позиції захисника за клуб Прем'єр-ліги Челсі. Він представляв Англію на міжнародному рівні на кількох юнацьких рівнях.

## Ранні роки
Народжений у Лондоні, Ачімпонг має ганське походження. Він приєднався до академії «Челсі» у віці до 8 років.

## Клубна кар'єра
3 січня 2024 року Ачімпонг підписав свій перший професійний контракт із «Челсі». 11 березня 2024 року Ачімпонг був включений до складу основної команди «Челсі» на матч Прем'єр-ліги проти «Ньюкасл Юнайтед», але залишився невикористаним запасним. 2 травня 2024 року, за три дні до свого 18-го дня народження, Ачімпонг дебютував на професійному рівні, вийшовши на заміну на 85-й хвилині у переможному матчі «Челсі» з рахунком 2:0 над їхніми суперниками у лондонському дербі Тоттенгем Готспур на Стемфорд Бридж у Прем'єр-лізі.
Після періоду відсутності в основній команді через проблеми з продовженням контракту, він повністю дебютував проти «Астани» 12 грудня 2024 року в Лізі конференцій УЄФА. 18 грудня «Челсі» оголосив, що досягнуто угоду про продовження контракту Ачімпонга до червня 2029 року. 4 січня 2025 року Ачімпонг вперше вийшов у стартовому складі в Прем'єр-лізі проти лондонських суперників Крістал Пелас, матч завершився з рахунком 1:1, після чого головний тренер «Челсі» Енцо Мареска назвав його найкращим гравцем на полі.

## Міжнародна кар'єра
У травні 2023 року Ачімпонг був членом складу збірної Англії до 17 років, яка посіла п'яте місце на Чемпіонаті Європи УЄФА до 17 років. У листопаді 2023 року він був викликаний до збірної Англії на Чемпіонат світу до 17 років і забив гол у стартовому матчі проти Нової Каледонії.
4 вересня 2024 року Ачімпонг дебютував за збірну Англії до 19 років проти Італії у Неделище.
10 жовтня Ачімпонг дебютував за збірну до 20 років у переможному матчі з рахунком 2:1 проти Італії у Фрозіноне.

## Статистика виступів
Станом на матч зіграний 17 квітня 2025
| Клуб               | Сезон              | Ліга               | Ліга | Ліга | Кубок Англії | Кубок Англії | Кубок EFL | Кубок EFL | Європа | Європа | Інші | Інші | Загалом | Загалом |
| Клуб               | Сезон              | Дивізіон           | М    | Г    | М            | Г            | М         | Г         | М      | Г      | М    | Г    | М       | Г       |
| ------------------ | ------------------ | ------------------ | ---- | ---- | ------------ | ------------ | --------- | --------- | ------ | ------ | ---- | ---- | ------- | ------- |
| Челсі              | 2023–24            | Прем'єр-ліга       | 1    | 0    | 0            | 0            | 0         | 0         | —      | —      | —    | —    | 1       | 0       |
| Челсі              | 2024–25            | Прем'єр-ліга       | 4    | 0    | 0            | 0            | 1         | 0         | 5      | 0      | 0    | 0    | 10      | 0       |
| Загалом за кар'єру | Загалом за кар'єру | Загалом за кар'єру | 5    | 0    | 0            | 0            | 1         | 0         | 5      | 0      | 0    | 0    | 11      | 0       |

1. ↑  Виступи в Ліга конференцій УЄФА

## Титули і досягнення
Челсі U18
- Чемпіон Півдня: 2023–24

Англія U18
- Суперкубок Пінатар U18 2024[19]

Челсі
- Переможець Ліги конференцій УЄФА: 2025
- Переможець Клубного чемпіонату світу: 2025